# Augustus Volney Waller
Augustus Volney Waller (ur. 21 grudnia 1816 w Elverton Farm koło Faversham, zm. 18 września 1870 w Genewie) – brytyjski neurofizjolog. 

## Życiorys
Jego synem był Augustus Desiré Waller. Jako jeden z pierwszych opisał proces zwyrodnienia włókien nerwowych po ich przecięciu, znany dziś jako zwyrodnienie Wallera.